# Pentatlenek diarsenu
Pentatlenek diarsenu (nazwa Stocka: tlenek arsenu(V)), As2O5 – nieorganiczny związek chemiczny z grupy tlenków, w którym arsen występuje na V stopniu utlenienia. Jest jednym z najdłużej znanych tlenków, jednak jego struktura krystaliczna zbadana została dopiero w 1977 roku. Wykazuje działanie rakotwórcze.

## Właściwości
Jest amorficznym, białym ciałem stałym, które stopniowo rozpływa się na powietrzu. Dobrze rozpuszcza się w wodzie, w której wolno tworzy kwas arsenowy. W czasie ogrzewania do temperatury bliskiej temperaturze topnienia (około 300 °C) wytwarza pary zawierające tritlenek diarsenu i tlen. Jest utleniaczem. Wypiera chlor z kwasu solnego.

## Otrzymywanie
Pentatlenek diarsenu otrzymuje się poprzez utlenianie arsenu lub tritlenku arsenu tlenem pod zwiększonym ciśnieniem. Bardziej użyteczną metodą jest jednak utlenianie arsenu stężonym kwasem azotowym i odwadnianie tak powstałego krystalicznego kwasu arsenowego w temperaturze powyżej 200 °C:
2H3AsO4 → As2O5 + 3H2O
Kwasy podchlorawy, chlorowy i nadchlorowy utleniają arsen lub As2O3 do As2O5. Dzieje się tak również w przypadku kwasu jodowego, jednak utlenianie zachodzi łatwiej w przypadku kwasu rozcieńczonego niż stężonego.

## Zastosowanie
Pentatlenek diarsenu stosowany jest do produkcji arsenianów, szkła barwnego, klejów do metalu, impregnatów do drewna, fungicydów i pestycydów.